# Brik
För Bric-länderna, se Bric.

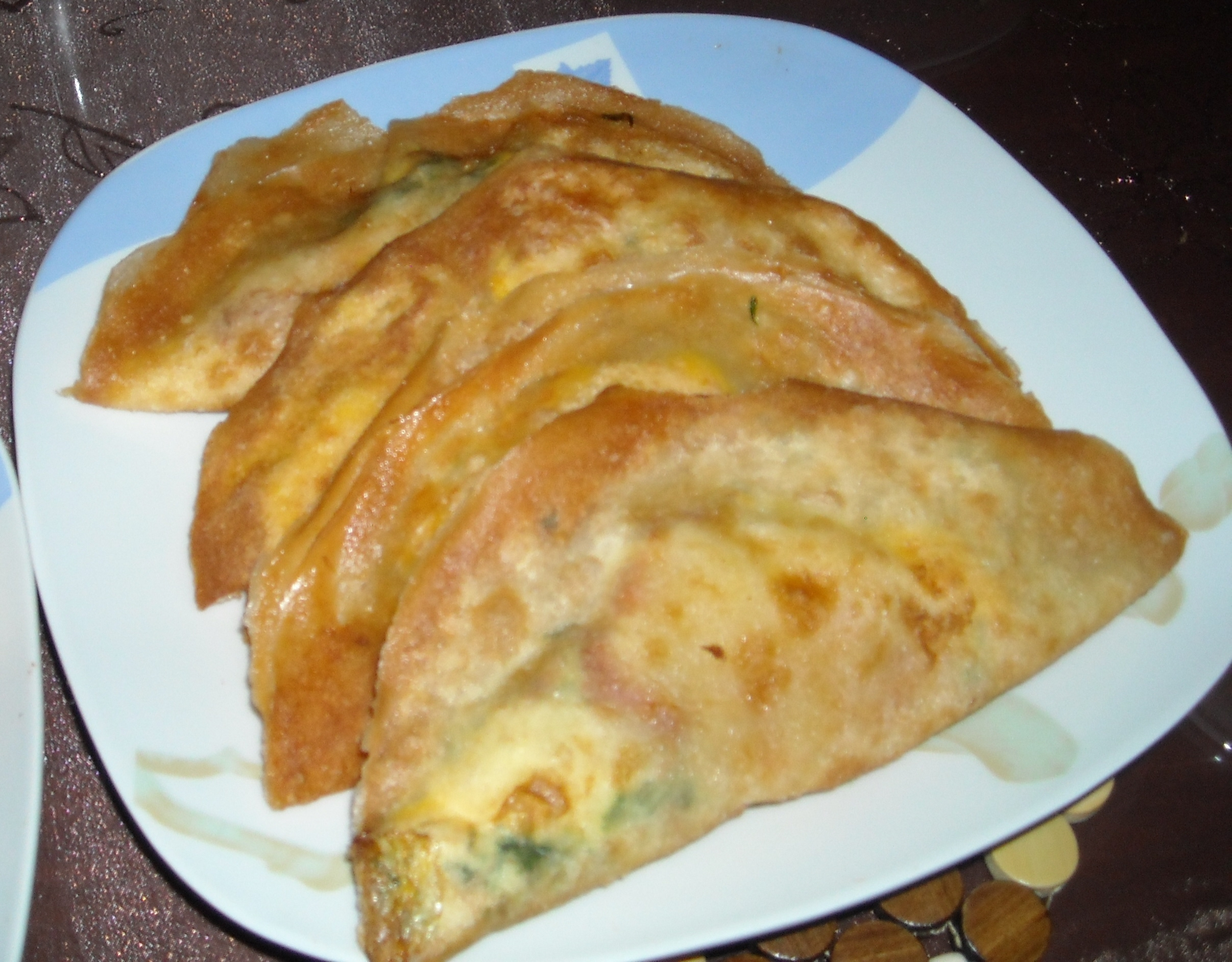
Brik med ägg

Brik är en tunisisk maträtt, med motsvarigheter i Algeriet (bourek) och Marocko (briourats). Den görs av ett slags filodeg (kallad warka eller malsoka) som fylls med exempelvis ägg, och sedan viks till ett triangel- eller halvcirkelformat paket som friteras. Fyllningen kan varieras, och förutom ägg hör tonfisk och kyckling till de vanligaste fyllningarna. Men variationen är stor, och även potatis med persilja, fisk, kött och grönsaker förekommer. 